# إيرينا نيتو
إيرينا نيتو (بالبولندية: Irena Netto)‏ هي ممثلة بولندية، ولدت في 19 أكتوبر 1899 بدابروفا غورنيزا في بولندا، وتوفيت في 13 مارس 1992 في بولندا.

## وصلات خارجية
- إيرينا نيتو على موقع IMDb (الإنجليزية)
- إيرينا نيتو على موقع قاعدة بيانات الفيلم (الإنجليزية)